# Клубника со льдом
«Клубника со льдом» (полное название — «Клубника со льдом или Любовь до гроба») — пятый номерной альбом российской рок-группы «Крематорий». Записан в 1988—1989 годах на Киностудии им. М. Горького, впервые выпущен как магнитоальбом в 1989 году, на виниле — в 1990 году, в официальной дискографии датируется 1989 годом. Первый номерной альбом, изданный на виниле, и второй виниловый альбом в целом.

## Об альбоме
В 1988 году состав «Крематория» был обновлён — пришли барабанщик Андрей Сараев, бас-гитарист Сергей Третьяков, гитарист Дмитрий Куликов и мультиинструменталист Александр Куницын. В ноябре, после продолжительных репетиций и первых концертов в новом составе, группа приступила к записи нового материала на Киностудии им. Горького, где была записана «Кома». «Клубника со льдом» записывалась параллельно со сборником «Живые и мёртвые», на котором песни с первых трёх магнитоальбомов были перезаписаны в новых аранжировках. Запись была завершена в сентябре 1989 года.
Изначально на альбоме должно было быть 16 песен, но из-за нехватки денег и времени было записано всего 9, однако по музыке он находится на более высоком уровне, чем предыдущие опыты. Материал «Клубники…» выполнен преимущественно в жанре арт-рок, а в лирическом плане альбом полностью посвящён теме любви.
В рамках традиционных интернациональных мотивов здесь появляется немецкий вальсок — это заглавная вещь «Клубника со льдом». Она довольно быстро стала хитом, не уступающим ранним песням Григоряна.
В 1990 году фирма «Мелодия» выпустила альбом на виниле. Презентация пластинки прошла в феврале 1991 года в ДК МЭИ вместе с «Живыми и мёртвыми», «Зомби» и сборником стихов Маргариты Пушкиной «Заживо погребённая в роке». В 1995 году фирма «SoLyd Records» издала альбом на CD, а в 1998 году вышло переиздание от «Moroz Records» в рамках серии «Полное собрание сочинений».

## Обложка
В оформлении обложки альбома использована картина Василия Пукирева «Неравный брак», изображение которой отзеркалено и дано в чёрно-белом цвете. Художник Дмитрий Захаров дополнил картину фигурой человека в белом халате (по замыслу — санитар психбольницы). В центре изображена клубника. На обложке винила название группы и альбома написаны красными буквами, на CD-изданиях же в красном цвете показано только название группы, им же раскрашена клубника. Название альбома написано белыми буквами.

## Список композиций
Автор всех песен — Армен Григорян, кроме указанной особо. В отдельных композициях использованы фрагменты музыки М. Россовского и Д. Куликова.

### LP
1. Мир, полный любви
2. Женщины города Роз (А.Григорян, Ф. Шуберт — А. Григорян)
3. Хардрокер
4. Космос
5. Фригия
6. Собачий вальс
7. Последний шанс
8. Клубника со льдом

### CD (1995)
1. Мир, полный любви
2. Женщины города Роз
3. Хардрокер
4. Архип Архипыч (Космос)
5. Павлик Морозов
6. Фригия
7. Собачий вальс
8. Последний шанс (Собачка)
9. Клубника со льдом

bonus tracks
1. Feast of White Mummies («Кома»)
2. Иллюзорный мир («Иллюзорный Mip»)
3. Гимн мёртвым («Кома»)
4. Крематорий («Крематорий 2»)
5. Винные мемуары («Крематорий 2»)
6. Последнее слово («Крематорий 2»)

### CD-переиздание (1998)
1. Мир, полный любви
2. Женщины города Роз
3. Хардрокер
4. Архип Архипыч (Космос)
5. Павлик Морозов
6. Фригия
7. Собачий вальс
8. Последний шанс (Собачка)
9. Клубника со льдом
10. Собачий вальс (бонус)

## Участники записи
- Армен Григорян — вокал, 12-струнная гитара
- Дмитрий Куликов — соло-гитара
- Сергей Третьяков — бас-гитара
- Михаил Россовский — скрипка, флейта
- Александр Куницын — саксофон
- Андрей Сараев — ударные

## Критика
В 2020 году в статье интернет-журнала «Нож», посвящённой 60-летию Армена Григоряна и представляющей собой подборку мини-рецензий на самые знаковые (по версии автора) альбомы «Крематория», Александр Морсин написал о «Клубнике со льдом» следующее: «Пик творческой активности (три релиза за два года) и удачный переход в арт-рок с интерлюдиями, диссонансами и каскадом гитарных соло на всю песню. Карты, как ни странно, путает титульный трек, отличающийся от остальных — сложных и многоходовых — чуть более чем полностью: прилипчивая „Клубника со льдом“ про дюймовочку-асексуалку выглядит завитушкой в конце замысловатой подписи. Ажурный и поэтичный альбом, который закрывает двадцатилетнюю эпопею советских подпольщиков, лелеющих надежду записать аутентичный британский арт-рок с русскими текстами. Скрипка, флейта, саксофон — „сомнительный звук, но в каждом аккорде святая вера в рок-н-ролл“. Шестиминутный трек „Женщины города роз“ — самый продолжительный опус „Крематория“. В текстах меньше рефлексии и больше цинизма, однако на фоне условной „Маленькой Веры“ (лидера тогдашнего кинопроката) Григорян крепко держал марку рок-интеллигента».

## Дополнительные факты
- В альбоме песни «Последний шанс» и «Клубника со льдом» стоят рядом. В этой же связке группа обычно исполняет их на концертах.
- Главной «фишкой» песни «Архип Архипыч (Космос)» является длительное гитарное соло в духе психоделик-рока. В альбоме в исполнении Дмитрия Куликова оно длится 1 минуту 54 секунды. В «Двойном альбоме» (1993) песня перезаписана в сокращённом виде, без соло. 1 июня 1995 года на концерте в ДК им. Горбунова, ставшем основой альбома «Концерт в Горбушке», Андрей Мурашов играл соло 2 минуты 50 секунд, а ровно через год на концерте в клубе «Ne бей копытом» им было сыграно самое продолжительное соло из зафиксированных — 3,53.[9]
- Помимо «Космоса», в «Двойном альбоме» были перезаписаны песни «Последний шанс» и «Клубника со льдом». Они же были перезаписаны для сборника «Сирены титана» (2002). Последняя на текущий момент перезапись песни «Клубника со льдом» вышла на юбилейном сборнике «КТ-40» (2023).
- В виниловую версию альбома (и сборника «Живые и мёртвые») по просьбе музыкантов не вошла песня «Павлик Морозов» — единственная в репертуаре группы вещь с налётом социального протеста.[10] Она появилась только на CD-изданиях: в 1994 году на «Живых и мёртвых», в 1995 — на «Клубнике со льдом».